# Freloux
Freloux is een plaats en deelgemeente van de Belgische gemeente Fexhe-le-Haut-Clocher. Freloux ligt in de Waalse provincie Luik en was tot 1 januari 1965 een zelfstandige gemeente. Tot die fusie was Freloux de kleinste gemeente van België.

## Bezienswaardigheden
- De Kasteelhoeve van Freloux (Château-Ferme de Freloux) is een grote vierkantshoeve die een 17e-eeuwse kern heeft. De huidige gebouwen zijn 18e-eeuws en werden deels gewijzigd in de 19e eeuw.
- De Onze-Lieve-Vrouwekapel (Chapelle Notre-Dame) is een kapel van 1895.

## Natuur en landschap
De hoogte aan de kapel bedraagt 153 meter.

## Demografische ontwikkeling
- Bronnen:NIS, Opm:1831 tot en met 1961=volkstellingen

Eind 2006 telde Freloux 62 inwoners.

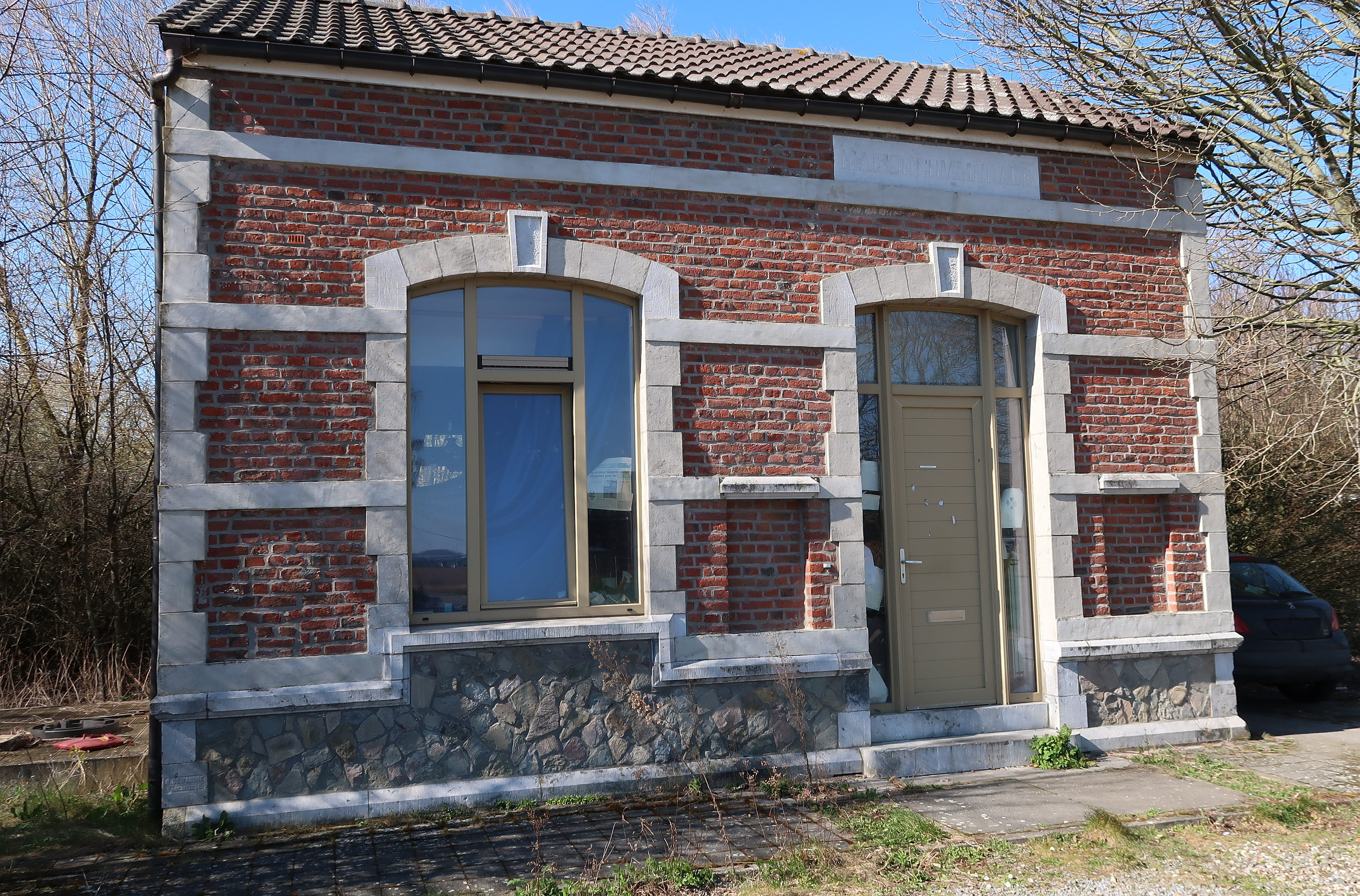
Vroeger gemeentehuis van Freloux
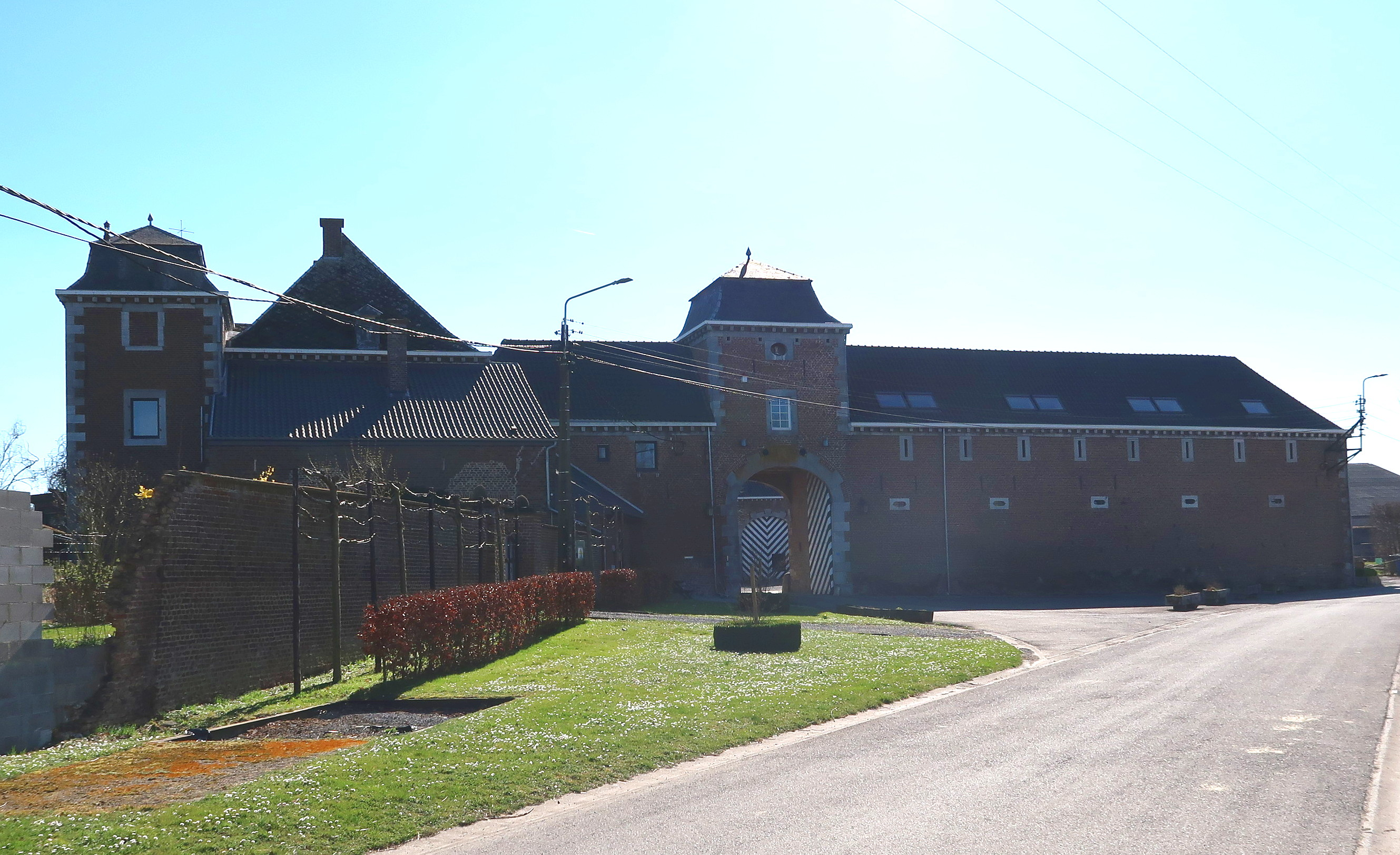
Ferme de Freloux

## Nabijgelegen kernen
Fexhe-le-Haut-Clocher, Momalle, Kemexhe, Fooz